# Kineton
Kineton is een civil parish in het bestuurlijke gebied Stratford-on-Avon, in het Engelse graafschap Warwickshire met 2337 inwoners.

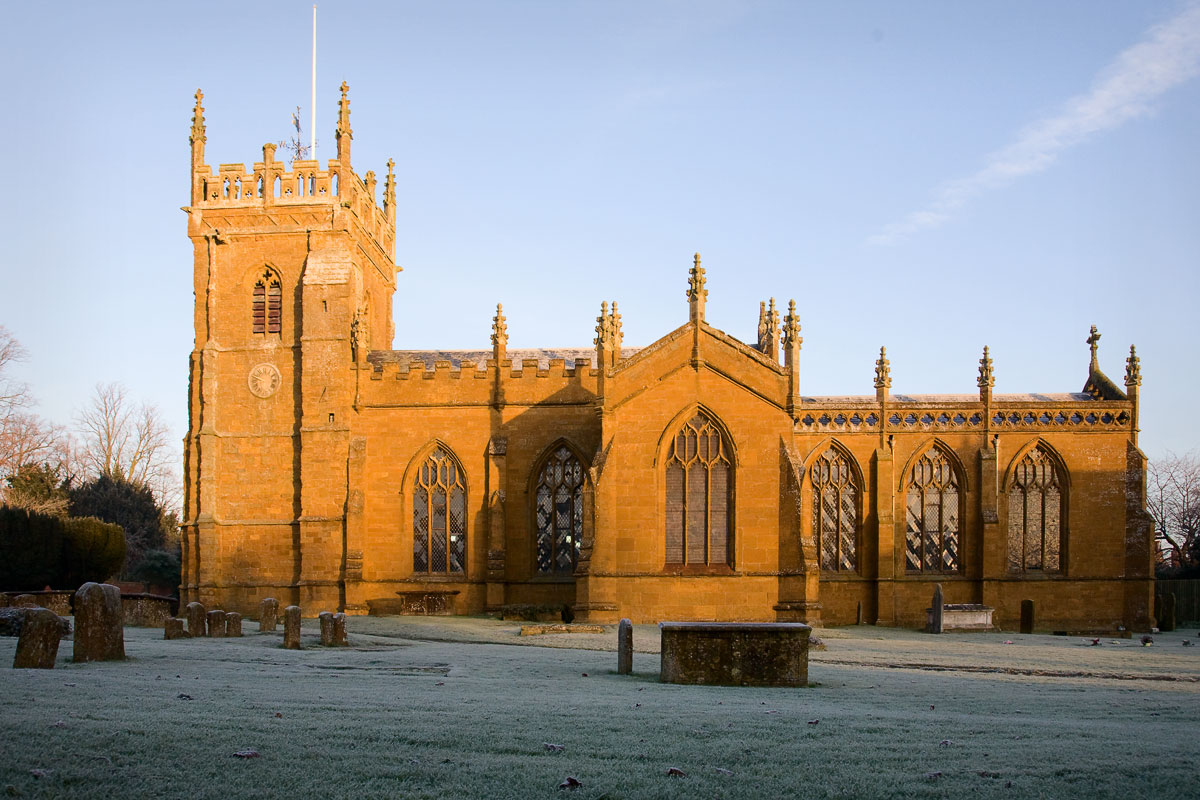
Kerk van St Peter
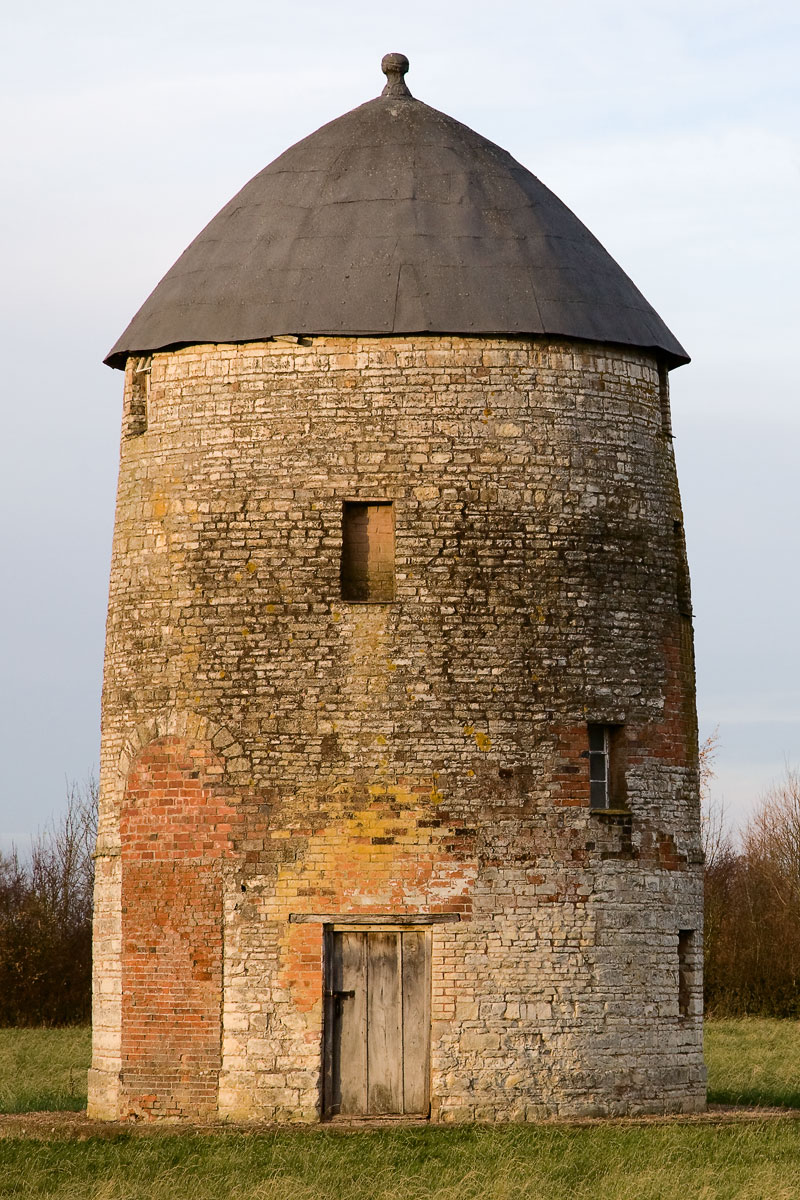
Windmolen Pittern Hill, Kineton